# Багате (Самарівський район)

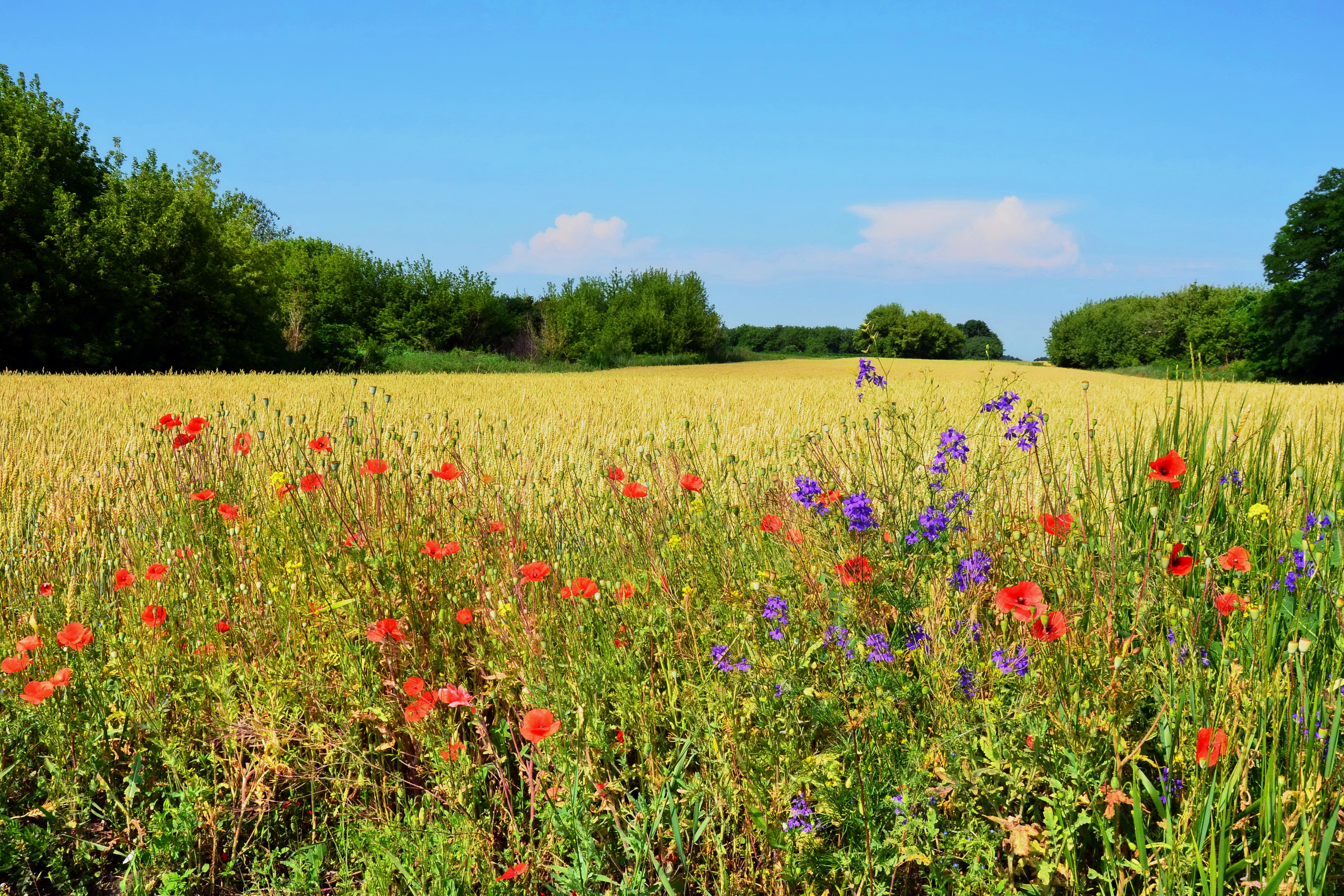
Літо на околитці с. Багате

Бага́те — село в Україні, в Перещепинській міській громаді Самарівського району Дніпропетровської області. Населення за переписом 2001 року становить 662 особи.

## Географія
Село Багате знаходиться на лівому березі річки Оріль (або на правому березі каналу Дніпро — Донбас), у місці впадання в неї річки Багатенька, на протилежному березі річки Багатенька — село Панасівка. Поруч проходить автомобільна дорога Т 0412.

## Історія
- Поблизу села розкопані курганні поховання кочівників XIV–XV ст.
- Село Багате вперше згадується в історичних документах початку XIX століття.
- 1886 року тут мешкало 631 осіб, було 106 дворів. Село Багате входило до Панасівської волості.

## Населення

### Мова
Розподіл населення за рідною мовою за даними перепису 2001 року:
| Мова       | Кількість | Відсоток |
| ---------- | --------- | -------- |
| українська | 623       | 94.11%   |
| російська  | 39        | 5.89%    |
| Усього     | 662       | 100%     |

## Економіка
- ТОВ «Агрофірма „Дружба“».

## Об'єкти соціальної сфери
- Школа.
- Фельдшерсько-акушерський пункт.
- Будинок культури.

## Відомі люди
- Вуйчицький Анатолій Станіславович (1936) — директор товариства «Агрофірма „Дружба“», Герой України.
- Гарченко Григорій Миколайович — поет-сатирик. Член Національної спілки письменників України і Національної спілки журналістів України. Лауреат літературних премій ім. Івана Сокульського й ім. Леоніда Глібова.
- Козир Максим Євсевійович (1890—1945) — радянський військовий.
- Косенко Василь Сергійович (1993-2014) — солдат Збройних сил України, учасник російсько-української війни.
- Якуша Олександр Олександрович ( 1994 - 2022)  — військовий офіцер Білоцерківськоі частини повітряних сил Украіни, учасник АТО.
- Калюжний Валентин Миколайович (1978 - 2022) — солдат Збройних сил України.Під час повномасштабного російського вторгнення воював у лавах 93-ї окремої механізованої бригади «Холодний Яр». Брав участь у боях за Харківщину й Донеччину. Загинув 15 жовтня 2022 року, обороняючи від окупантів місто Бахмут на Донеччині. Захисник нагороджений орденом «За мужність» ІІІ ступеня (посмертно).